# Herb Ellis
Mitchell Herbert Ellis (Farmersville, Texas, 4 de agosto de 1921 - Los Angeles, 28 de Março de 2010) foi um guitarrista de jazz norte-americano.
Ellis estudou entre 1941 e 1943 na North Texas State University. Em 1943 entrou para a Casa Loma Orchestra de Glen Gray e depois ingressou na big band de Jimmy Dorsey.
Tocou até 1958 com o pianista Oscar Peterson e com a cantora Ella Fitzgerald. 
Nos anos 70 era membro das Great Guitars (com  Barney Kessel e Charlie Byrd) e também trabalhou com Joe Pass. 

## Discografia
- Ellis In Wonderland, 1956
- Herb Ellis, 1957
- Nothing But the Blues, 1957
- Herb Ellis Meets Jimmy Giuffre, 1959
- Thank You, Charlie Christian, 1960
- Softly...But with That Feeling, 1961
- Midnight Roll, 1962
- Together!, 1963
- Herb Ellis and Stuff Smith Together, 1963
- Guitar/Guitar, 1963
- Three Guitars in Bossa Nova Time, 1963
- Man with the Guitar, 1965
- Herb Ellis Guitar, 1965
- Poor Butterfly, 1973
- Jazz/Concord, 1973
- Soft Shoe, 1974
- Two for the Road, 1974
- Hot Tracks, 1975
- A Pair to Draw To, 1975
- Rhythm Willie, 1975
- Pair to Draw To, 1976
- Herb, 1977
- Windflower, 1977
- Soft & Mellow, 1978
- Herb Mix, 1981
- Doggin' Around, 1988
- Roll Call, 1991
- Texas Swings, 1992
- Softwinds: Then & Now, 1997
- Blues Variations, 1999
- Burnin', 1999
- In a Mellow Tone, 2002
- Ellis in Wonderland - 2006,